# Triepeolus argyreus
Triepeolus argyreus är en biart som först beskrevs av Cockerell 1907.  Triepeolus argyreus ingår i släktet Triepeolus och familjen långtungebin. Inga underarter finns listade i Catalogue of Life.